# BMC ADO16
O BMC ADO16 é uma linha de automóveis de segmento C fabricados pela British Motor Corporation (BMC) e, mais tarde, pela British Leyland. Lançado em 1962, foi o carro mais vendido na Grã-Bretanha de 1963 a 1966 e de 1968 a 1971. O ADO16 foi comercializado sob vários nomes de marcas e modelos; no entanto, o Austin 1100 e o Morris 1100 foram os mais prolíficos de todas as variantes do ADO16. A onipresença do carro no auge de sua popularidade fez com que ele fosse simplesmente conhecido como 1100 em seu mercado interno. Também feito com motor de 1300 cc, era então normalmente chamado de 1300.
Em produção há 12 anos, a linha ADO16 vendeu 2,1 milhões de unidades entre 1962 e 1974, mais da metade delas vendidas no mercado interno do Reino Unido. A British Leyland eliminou o 1100/1300 entre 1971 e 1974 em favor do Morris Marina e do Austin Allegro.

## Nomeação
O ADO16 foi comercializado sob as seguintes marcas e modelos:
- Austin: 1100, 1300 e 1300GT
- Austin: 11/55,[5] America, Apache, De Luxe, Glider e Victoria
- Innocenti: Austin I4 e Austin I4S [6]
- Innocenti: Morris IM3 e Morris IM3S [6]
- Innocenti I5
- MG: 1100, 1275 e 1300
- MG: Princess,[7] Sports Sedan,[5] 1100S e MG-S 1300
- Morris: 1100, 1300 e 1300GT
- Morris: 11/55,[8] 1100S, Marina [5] e Marina GT
- Riley: Kestrel, Kestrel 1275, Kestrel 1300 e 1300 [9]
- Vanden Plas: Princess 1100, Princess 1275 e Princess 1300
- Wolseley: 1100, 1275 e 1300
- Wolseley: 11/55 [5] & Wesp [5]

Em linha com a política da BMC na época, as versões Austin do ADO16 foram produzidas em Longbridge, enquanto as versões Morris e MG foram montadas em Cowley. No entanto, algumas também foram produzidas na Espanha pela Authi, na Itália pela Innocenti, na Iugoslávia (Eslovênia) pela IMVe na própria fábrica da empresa na Bélgica. Foi a base para carros similares adaptados localmente, fabricados na Austrália e na África do Sul. Várias versões, incluindo Austin, Morris, MG, Wolseley e Riley, foram montadas na Nova Zelândia e Malta a partir de kits CKD de 1963 até que as versões finais Austin/Morris foram descontinuadas em 1974, um ano após o lançamento de seu substituto, o Austin Allegro.
O veículo foi lançado como Morris 1100 em 15 de agosto de 1962. A gama foi expandida para incluir várias versões com novos emblemas, incluindo o MG 1100 de carburador duplo (introduzido no final de setembro de 1962), o Austin 1100 (agosto de 1963), o Vanden Plas Princess 1100 (outubro de 1963) e, finalmente, o Wolseley 1100 (1965) e o Riley Kestrel (1965). Os modelos 1100/1300 com emblema Morris foram descontinuados no lançamento do Morris Marina em 1971, mas as versões Austin e Vanden Plas permaneceram em produção no Reino Unido até junho de 1974.
A versão de perua de três portas veio em 1966, chamada Countryman na versão Austin e Traveller na Morris, continuando o esquema de nomenclatura estabelecido.
Em 1964, o 1100 foi o Carro do Ano pela revista Wheels.
Durante a maior parte de sua vida útil, o ADO16 foi o carro mais vendido da Grã-Bretanha, detendo cerca de 15% do mercado de carros novos em seu pico, antes de finalmente ser superado em vendas pelo Ford Cortina em 1972.

## Design e desenvolvimento
O ADO16 (Amalgamated Drawing Office projeto número 16) foi projetado por Sir Alec Issigonis. Após seu sucesso com o Mini, Issigonis decidiu projetar um carro maior e mais sofisticado que incorporasse recursos e inovações mais avançados. A Pininfarina, o estúdio de estilo italiano que havia trabalhado com a BMC antes no Austin A40 Farina, foi contratada para estilizar o carro. O ADO16 tinha espaço interior comparável ao do Ford Cortina maior.
Em comum com o Mini, o ADO16 foi projetado em torno do motor BMC Série A, montado transversalmente e acionando as rodas dianteiras. Além dos freios a disco de pinça oscilante de pistão único na frente, que não eram comuns em carros produzidos em massa no início dos anos 1960, o ADO16 apresentava um sistema de suspensão de fluido interconectado Hydrolastic projetado por Alex Moulton. A suspensão do Citroen 2CV mecanicamente interconectada foi avaliada em meados dos anos 1950 por Alec Issigonis e Alex Moulton (de acordo com uma entrevista de Moulton com a revista Car no final dos anos 1990), e foi uma inspiração no design do sistema de suspensão Hydrolastic para o Mini e Austin 1100, para tentar manter os benefícios do sistema do 2CV (conforto de direção, nivelamento da carroceria, mantendo os pneus em contato com a estrada), mas com rigidez de rolagem adicional que o 2CV não tinha.
O engenheiro da BMC Charles Griffin assumiu o trabalho de desenvolvimento de Issigonis no final da década de 1950, enquanto Issigonis concluía o trabalho no Mini. Griffin garantiu que o 1100 tivesse altos níveis de refinamento, conforto e apresentação. Griffin mais tarde teria a responsabilidade geral pelas linhas Princess, Metro, Maestro e Montego.
A Autocar relata em outubro de 1973, enquanto o carro ainda estava em produção, que aproximadamente 2.365.420 ADO16 foram produzidos.

## Mark I (1962–1967)
Os modelos originais Mark I eram distintos pelo uso de uma suspensão Hydrolastic. O material de marketing destacava a cabine espaçosa quando comparado aos modelos concorrentes que, no Reino Unido em 1964, incluíam o Ford Anglia, com configuração mais conservadora, o Vauxhall Viva e o próprio Morris Minor da BMC, ainda popular. Ao contrário de quase todos os seus concorrentes, o AD016 apresentava tração dianteira em vez de tração traseira.
O Mark I Austin / Morris 1100 estava disponível, inicialmente, apenas como um sedã de quatro portas. Em março de 1966, uma perua de três portas ficou disponível, com o nome Morris 1100 Traveller ou Austin 1100 Countryman. Os clientes do mercado interno que procuravam um sedã de duas portas teriam que esperar a chegada em 1967 da versão Mark II, embora o sedã 1100 de duas portas já tivesse sido introduzido em certos mercados estrangeiros, incluindo os Estados Unidos, onde um MG 1100 de duas portas era oferecido.
Uma transmissão automática de quatro velocidades da Automotive Products (AP) foi adicionada como opcional em novembro de 1965. Para evitar os níveis sérios de perda de potência típicos em carros de motor pequeno com transmissão automática, os fabricantes incorporaram um novo carburador e uma taxa de compressão mais alta nos novos carros de transmissão automática de 1965: de fato, um relatório da imprensa da época encontrou muito pouca perda de potência no 1100 automático, embora o mesmo relatório expressasse a suspeita de que isso poderia refletir em parte o nível incomumente alto de perda de potência resultante da maneira como a instalação da caixa de câmbio manual "normal" montada transversalmente havia sido projetada.

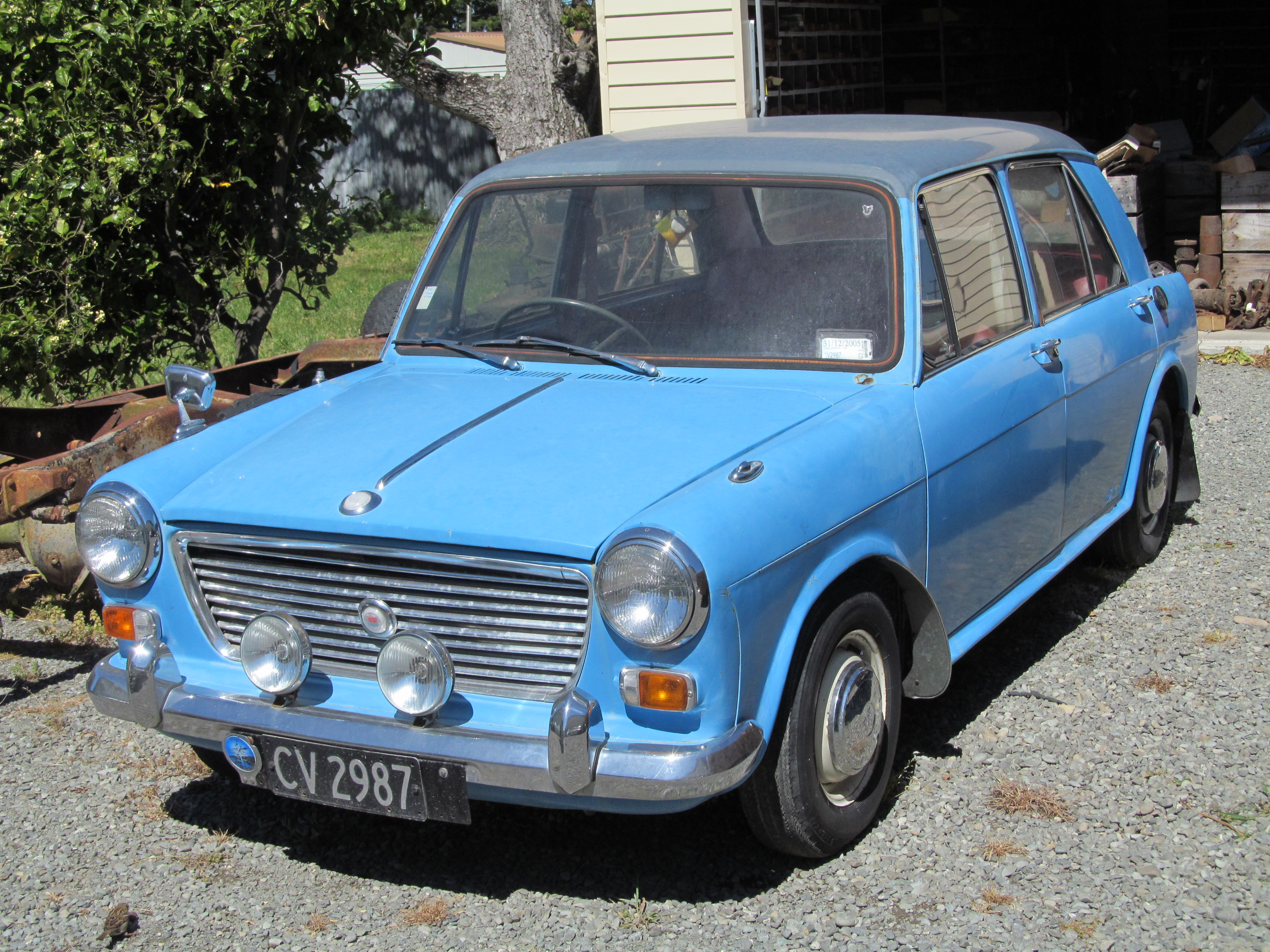
Morris 1100 Mk.I sedã de 4 portas
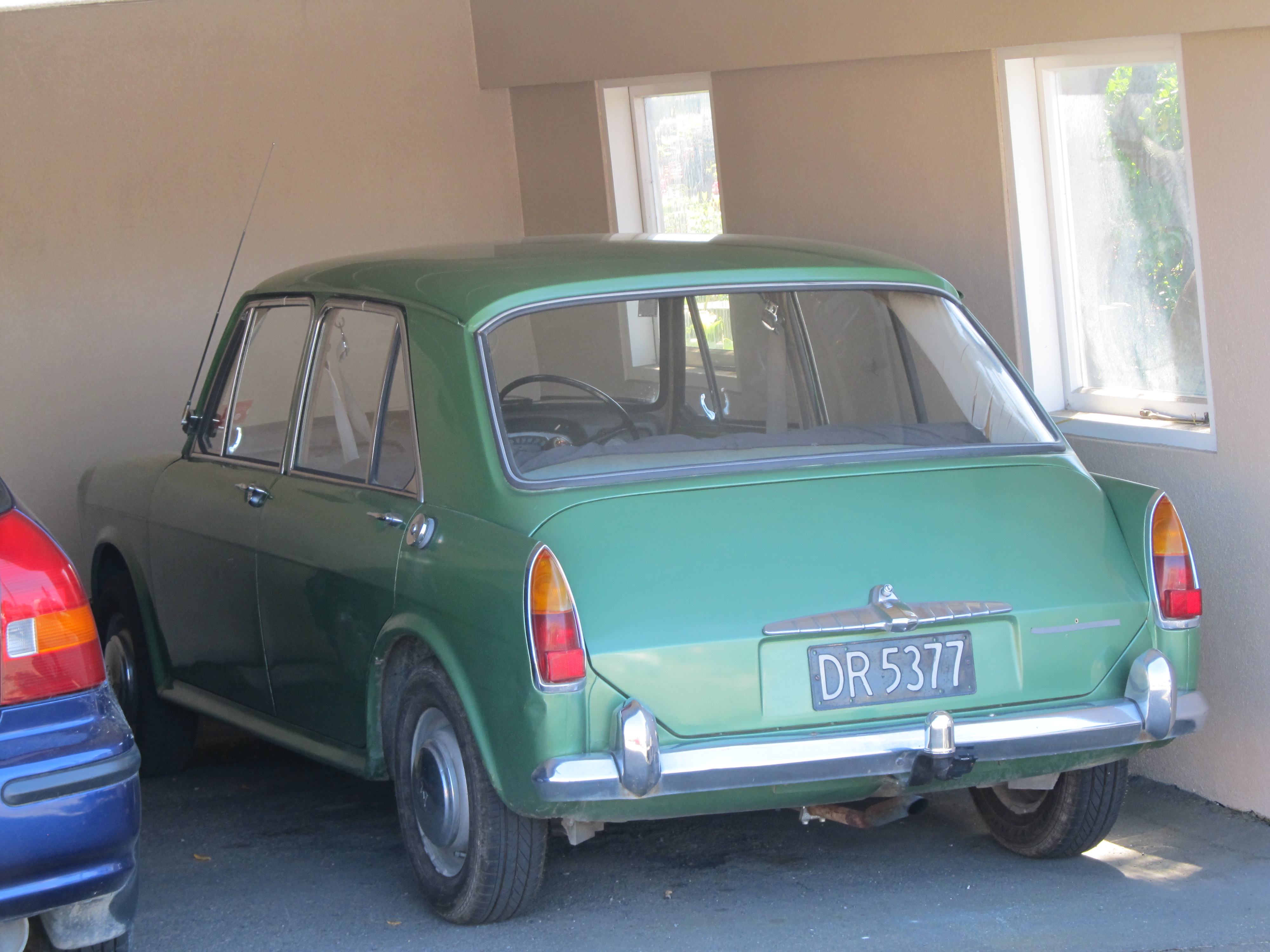
Morris 1100 Mk.I sedã de 4 portas
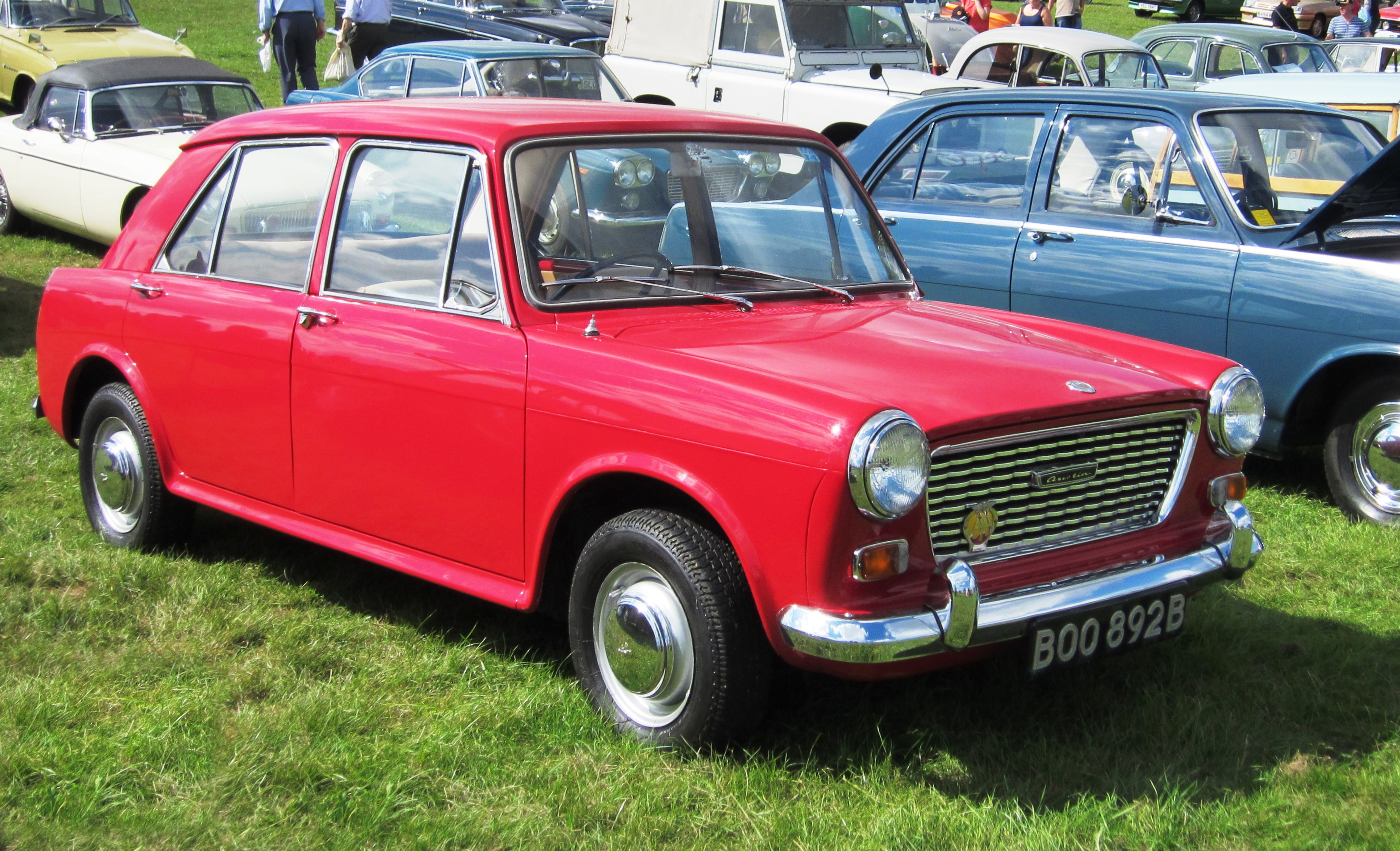
Austin 1100 Mk.I sedã de 4 portas
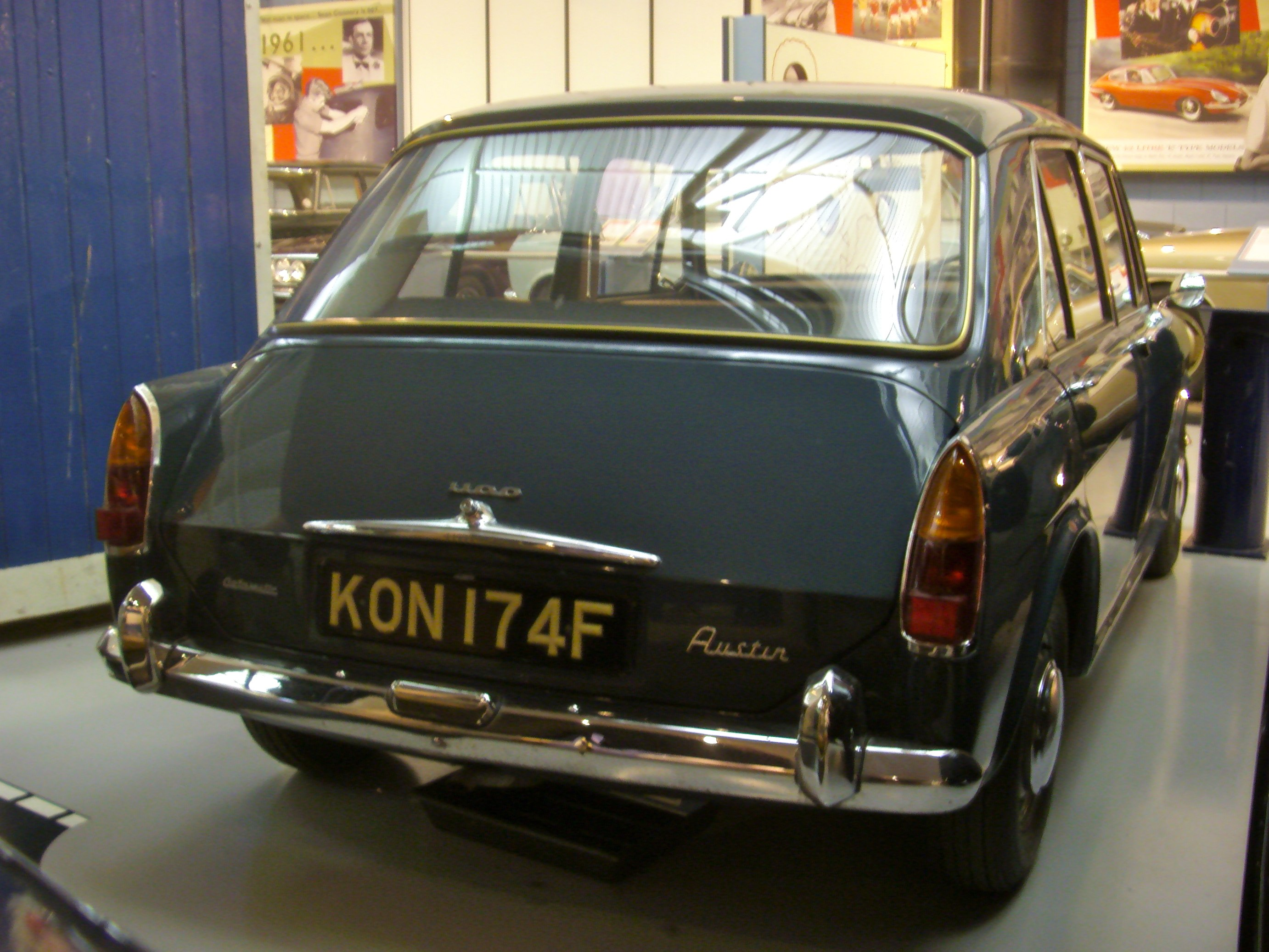
Austin 1100 Mk.I sedã de 4 portas

### Motor
- 1962–1974: 1098 cc Série A I4

## Mark II (1967–1971)
No final de maio de 1967, a BMC anunciou a instalação de um motor maior de 1275 cc nas variantes MG, Riley Kestrel, Vanden Plas e Wolseley. O novo carro combinava o bloco do motor de 1275 cc já familiar aos motoristas dos modelos mais novos Mini Cooper S e Austin-Healey Sprite com a transmissão 1100, suas relações de marcha permanecendo inalteradas para o motor maior, mas a transmissão final sendo significativamente mais altamente engrenada.
As versões Mark II dos modelos Austin e Morris foram anunciadas, com o motor maior chegando às faixas de mercado do Reino Unido dessas duas marcas em outubro de 1967 (como Austin 1300 e Morris 1300). Uma versão 1100 do Mark II continuou ao lado dos modelos de motor maior.
Excepcionalmente para carros nesta ponta do mercado, listas de espera do mercado interno de vários meses se acumularam para os carros com motor 1300 durante os últimos meses de 1967 e bem em 1968. Os fabricantes explicaram que após a desvalorização da libra esterlina no outono de 1967, eles estavam trabalhando a todo vapor para satisfazer a demanda do mercado de exportação, mas os impacientes clientes britânicos em potencial podiam ser tranquilizados de que as vendas de exportação dos 1300 estavam "indo muito bem". As variantes MG, Wolseley, Riley e Vanden Plas com os motores 1300 já estavam disponíveis no mercado interno em quantidades muito limitadas, e as versões Austin e Morris começariam a estar "disponíveis aqui em pequenas quantidades em março de 1968".
A adição de um modelo com motor maior à linha ADO16 veio em um momento em que a maioria dos carros desse tamanho agora estavam disponíveis com motores maiores do que a unidade de 1100 cc, que até então era o único motor disponível em toda a linha. Seus principais rivais na década de 1960 foram o Vauxhall Viva (na forma HA de 1963 e na forma HB de 1966) e o Ford Anglia (e a partir do final de 1967, o sucessor do Anglia, o Escort). A partir de 1970, ele ganhou outro novo rival na forma do HC Viva, e também de um novo modelo do Rootes Group, o Hillman Avenger.
Do lado de fora, uma grade frontal um pouco mais larga, estendendo-se um pouco abaixo dos faróis, e com um detalhamento mais exigente, diferenciava os Austin/Morris Mark II de seus predecessores Mark I, junto com um encaixe de luz traseira um pouco mais suave que também encontrou seu caminho para o táxi londrino FX4 da época. As grades Austin e Morris foram novamente diferenciadas, o Austin tendo barras onduladas e o Morris retas. O 1100 foi introduzido com sincronizadores nas três relações superiores: todas as caixas de câmbio manuais sincronizadoras foram introduzidas com os modelos de 1275 cc no final de 1967 e encontraram seu caminho para carros de 1098 cc alguns meses depois.
Versões Mark II do MG, Riley, Vanden Plas e Wolseley foram introduzidas em outubro de 1968, quando a Riley abandonou o nome Kestrel. O Riley 1300 Mark II foi descontinuado em julho de 1969 e sinalizou o fim da marca Riley, provando ser uma sombra do que estava por vir, já que a década de 1970 veria a British Leyland descontinuar a marca Wolseley e vender a maioria de suas linhas de modelos sob uma marca solitária.
No London Motor Show em outubro de 1969, os fabricantes apresentaram o Austin / Morris 1300 GT, apresentando o mesmo motor de carburador duplo de 1275 cc instalado no MG 1300, mas com uma grade preta de largura total, um teto de vinil preto e uma faixa de metal preta grossa ao longo da lateral. Esta foi a resposta da BMC ao Ford Escort GT e seu equivalente Vauxhall. A altura do passeio no Austin / Morris 1300 GT foi reduzida fracionadamente por meio da redução da pressão do fluido Hydrolastic de 225 para 205 psi.

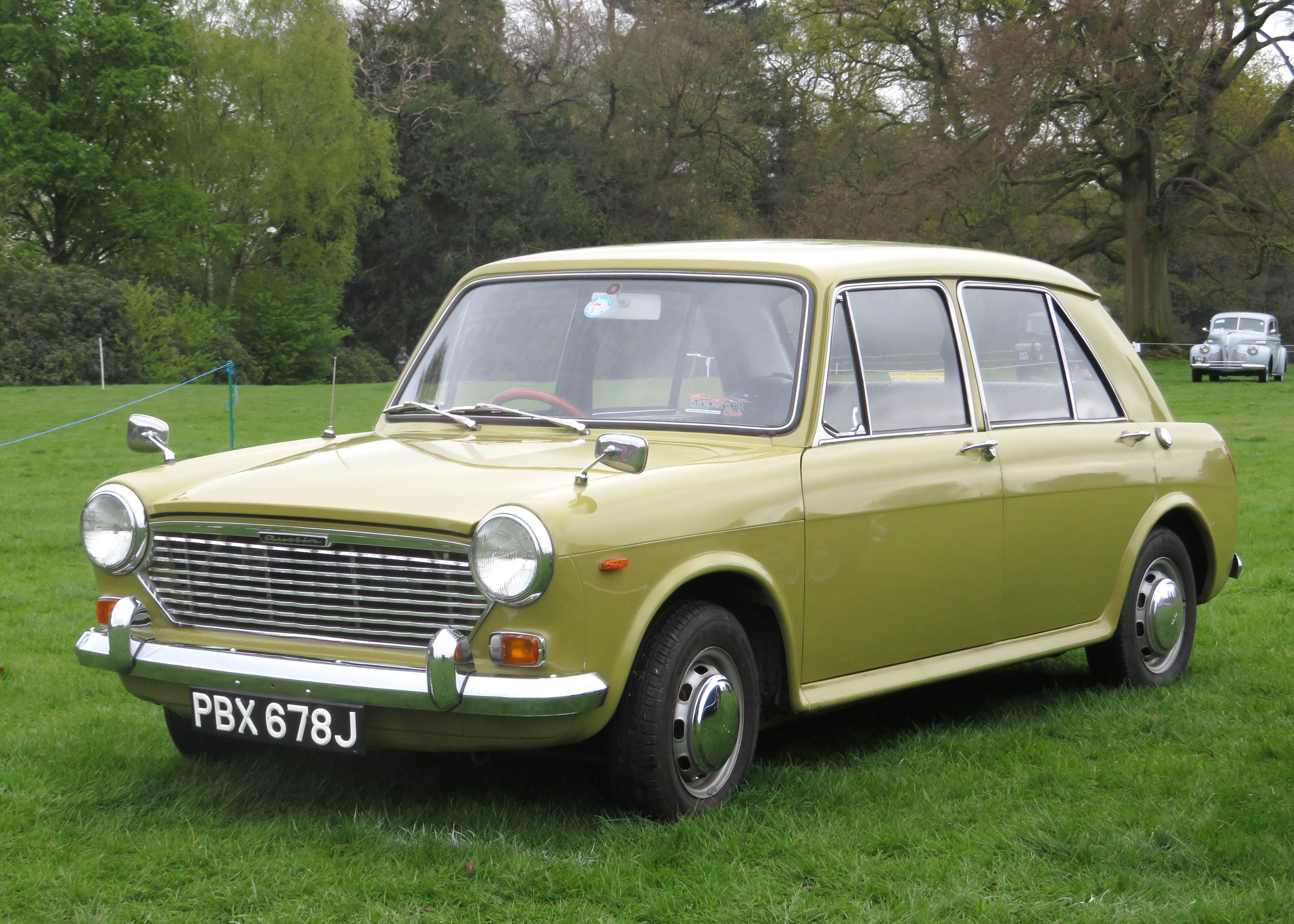
Austin 1100 Mk.II sedã de 4 portas (Observe a grade um pouco mais larga)
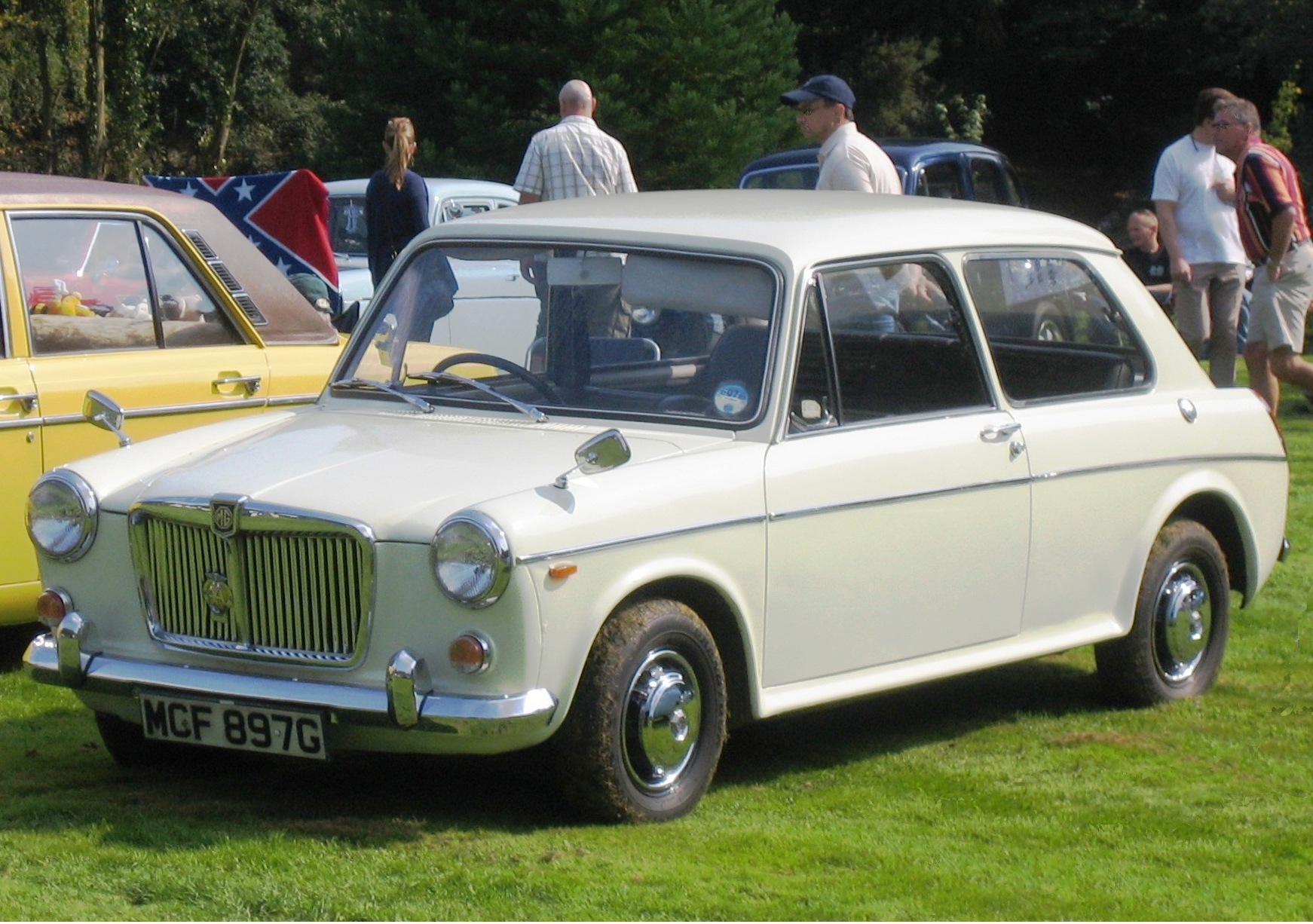
MG 1300 Mk.II 1969 sedã de 2 portas
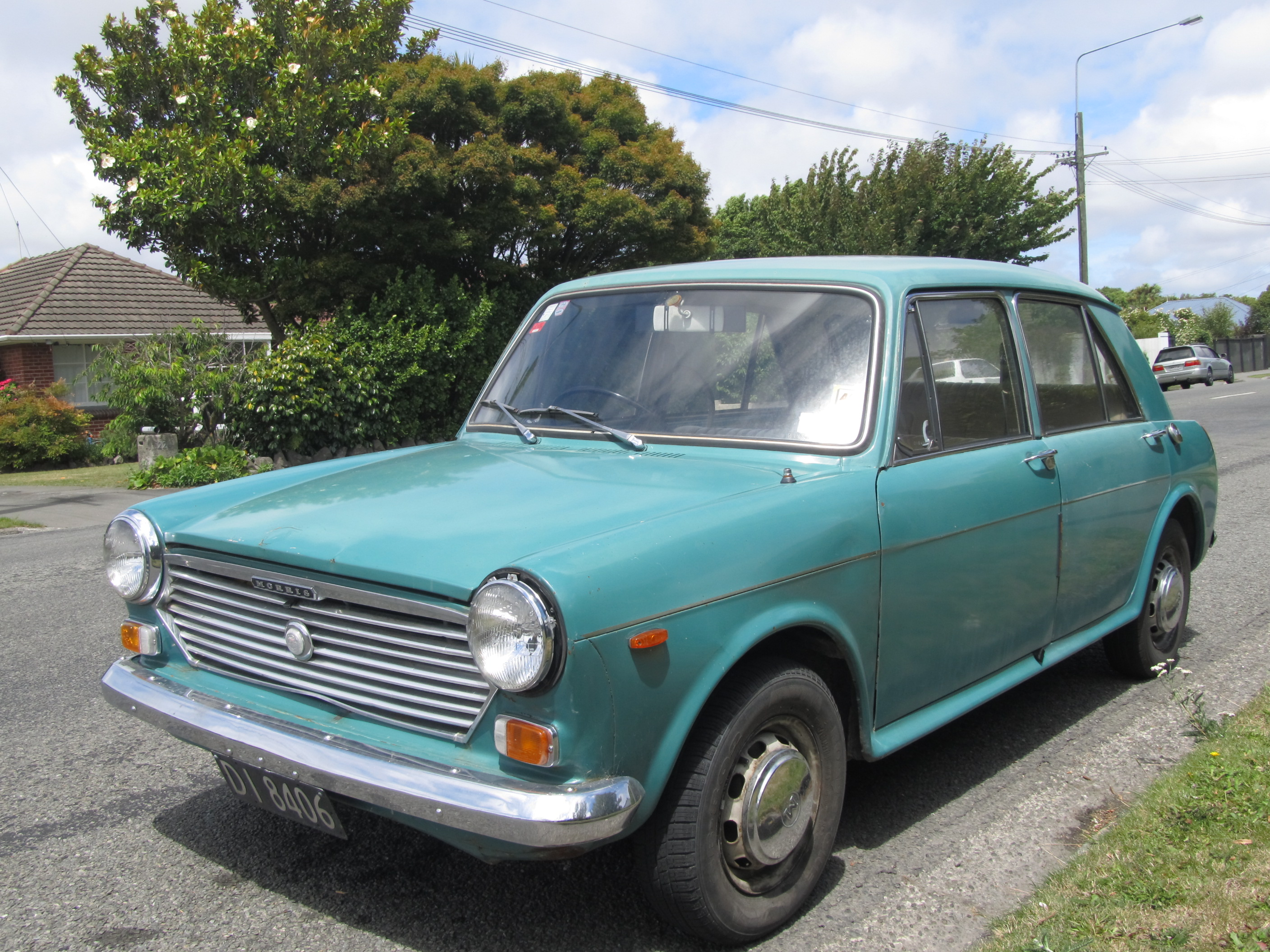
Morris 1100 MK.II 1970 sedã de 4 portas
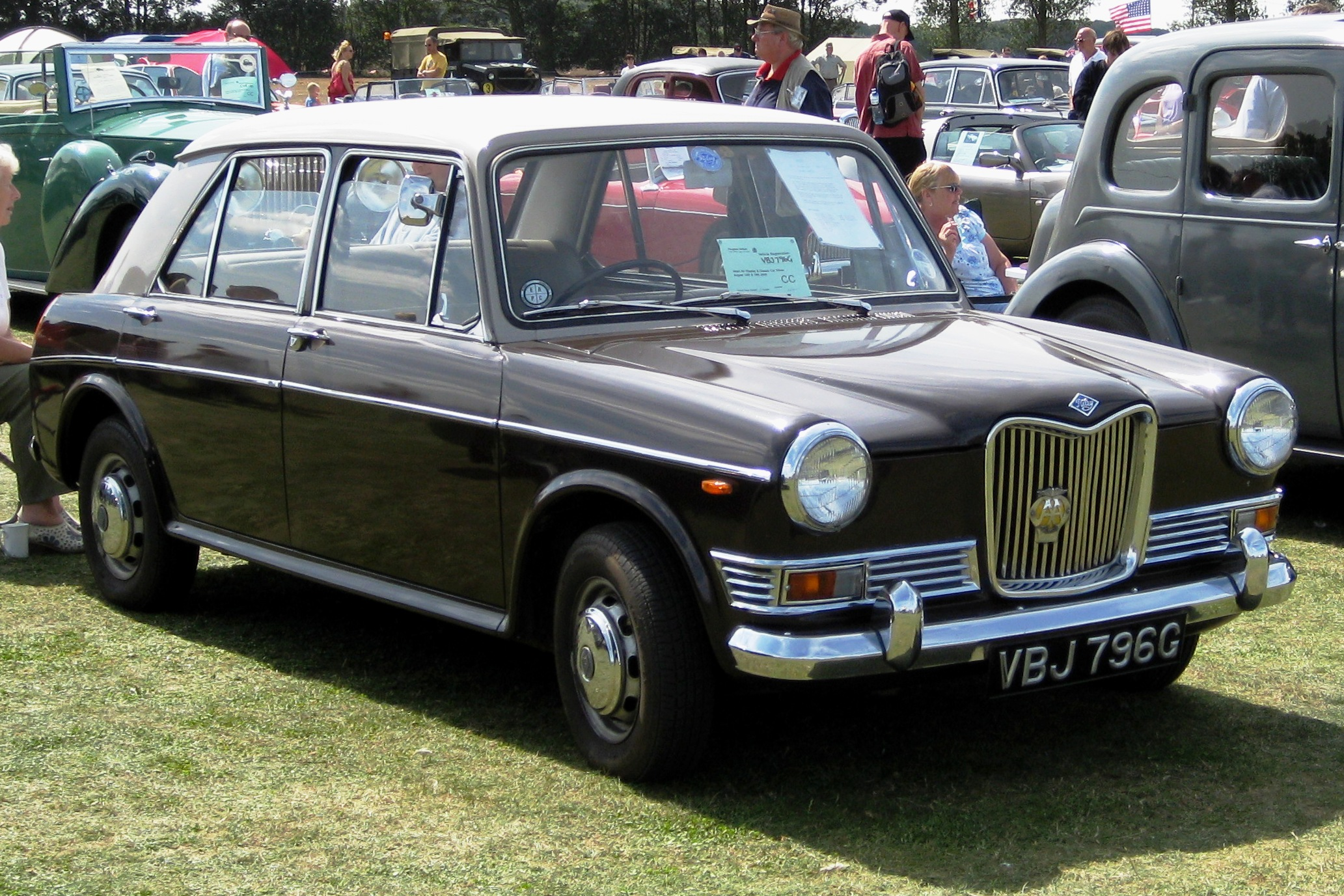
Riley Kestrel sedã de 4 portas

### Motor
- 1967–1971: 1098 cc Série A I4
- 1967–1971: 1275 cc Série A I4

Durante 1970, apesar de ter mudado fundamentalmente pouco desde a introdução do Morris 1100 em 1962, o Austin/Morris 1100/1300 manteve sua posição como o carro mais vendido da Grã-Bretanha, com 132.965 veículos registrados contra 123.025 do Ford Cortina, naquele ano entrando em sua terceira encarnação. Quando o dois milhões de ADO16 foi produzido, no final de junho de 1971, a versão do carro com o emblema Morris foi retirada para criar espaço na linha e nos showrooms para o Morris Marina. 1971 acabou sendo o último ano do 1100/1300 no topo das paradas do Reino Unido.

## Mark III (1971–1974)
Os modelos Mark III foram introduzidos em setembro de 1971. No lançamento do Morris 1100 em 1962, o fabricante declarou que pretendia que os modelos ADO16 permanecessem em produção por pelo menos dez anos, o que, apesar das vicissitudes da BMC na década de 1960, acabou sendo razoavelmente presciente. O alcance foi gradualmente reduzido, com o MG 1300 abandonado em 1971 e o Wolseley 1300 em 1973. O último ADO16 britânico, um Vanden Plas Princess 1300, saiu da fábrica em 19 de junho de 1974. Quando a British Leyland substituiu o ADO16, ele foi substituído de várias maneiras pelo Austin Maxi (1969), o Morris Marina (1971) e o Austin Allegro (1973). A versão de luxo Vanden Plas 1500 do Allegro estreou em 1975.
Nessa época, seu rival original, o Ford Cortina, já havia crescido há muito tempo, colocando o ADO16 na classe pequena, em vez da média, na qual a British Leyland agora competia com o Austin Maxi, Morris Marina, bem como os antigos sedãs Austin 1800. Os principais rivais finais do ADO16 eram o Ford Escort, o Vauxhall Viva e o Hillman Avenger. Carros estrangeiros também estavam se tornando cada vez mais populares no mercado do Reino Unido durante o início dos anos 1970, com talvez o maior rival importado do ADO16 sendo o Datsun Sunny do Japão.

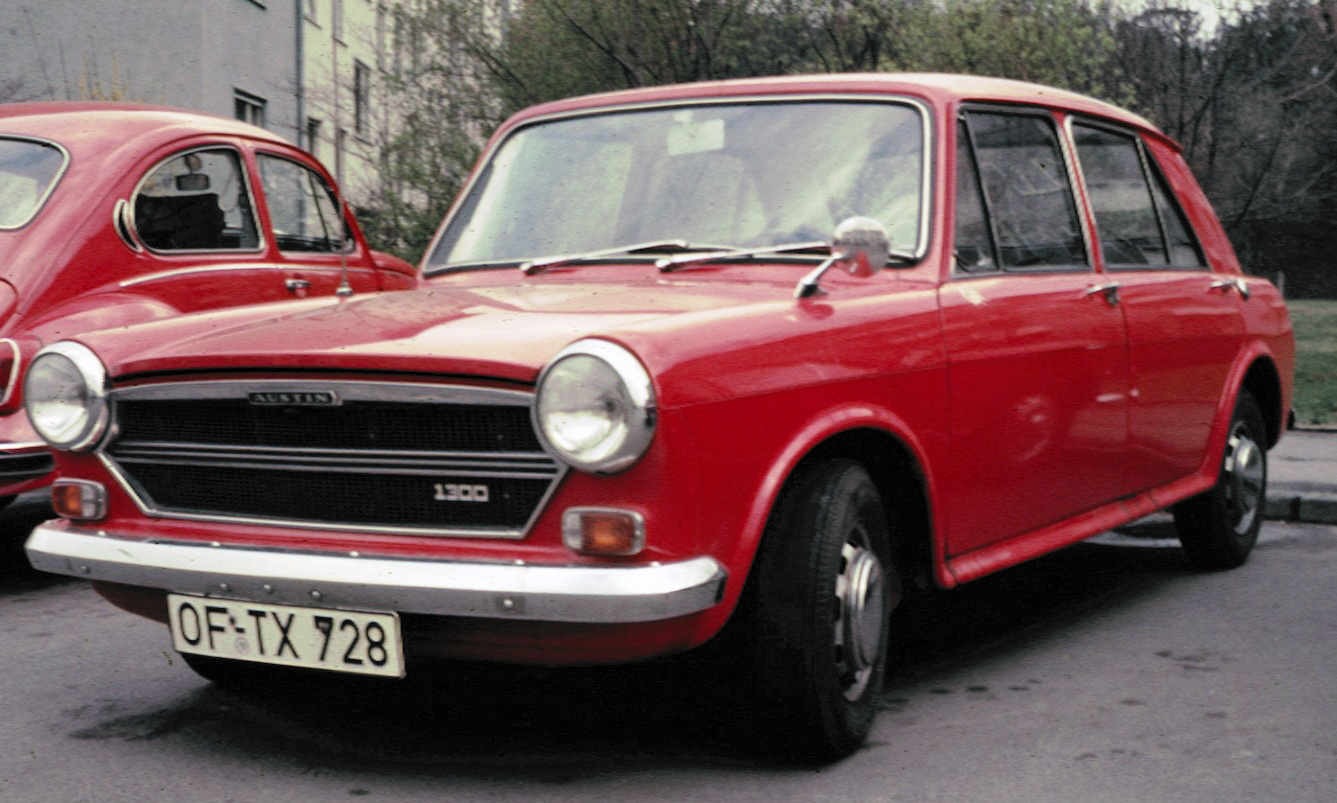
Austin 1300 Mk.III sedã de 4 portas
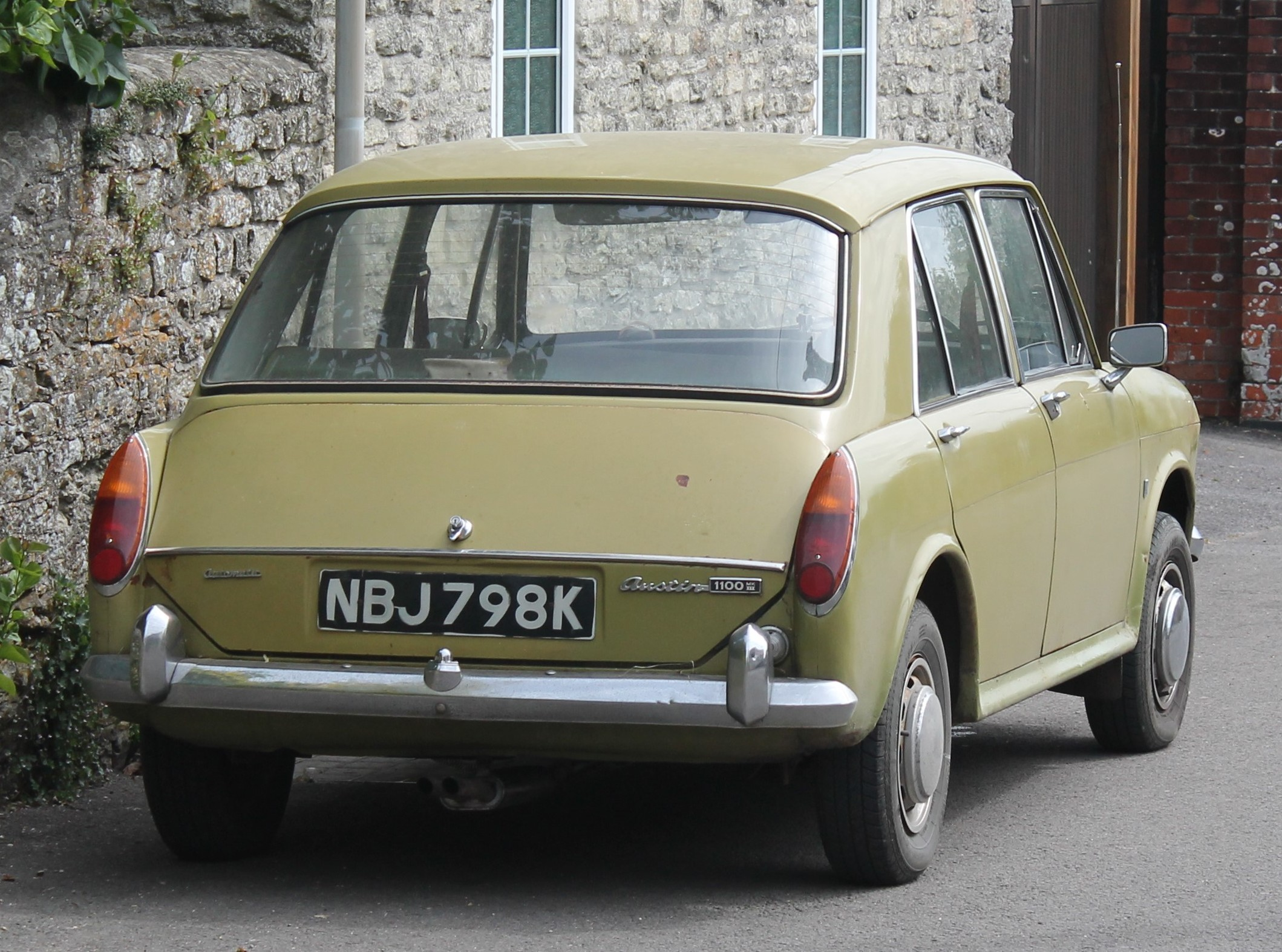
Austin 1100 automático Mk.III sedã de 4 portas
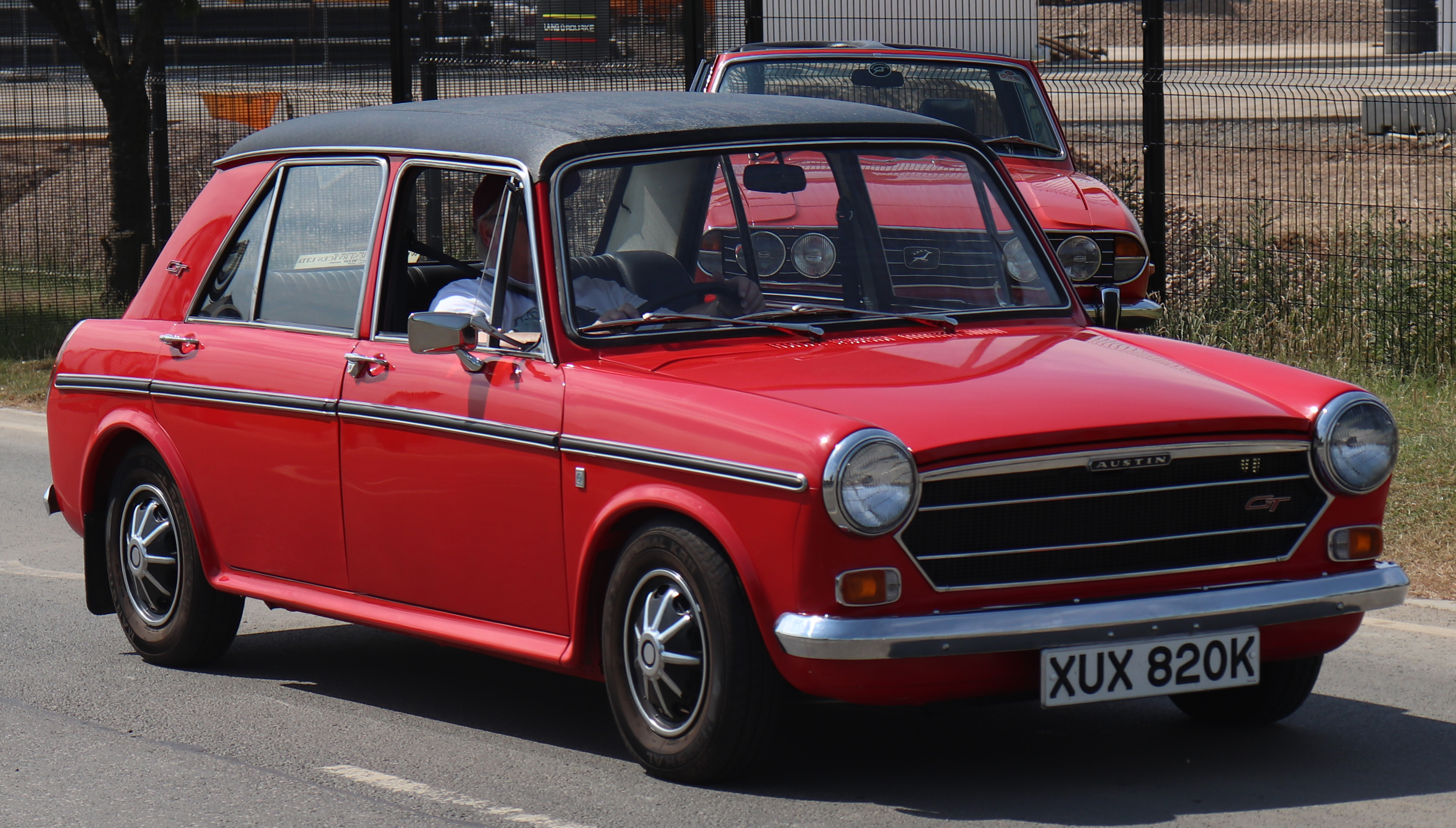
Austin 1300 GT Mk.III sedã de 4 portas
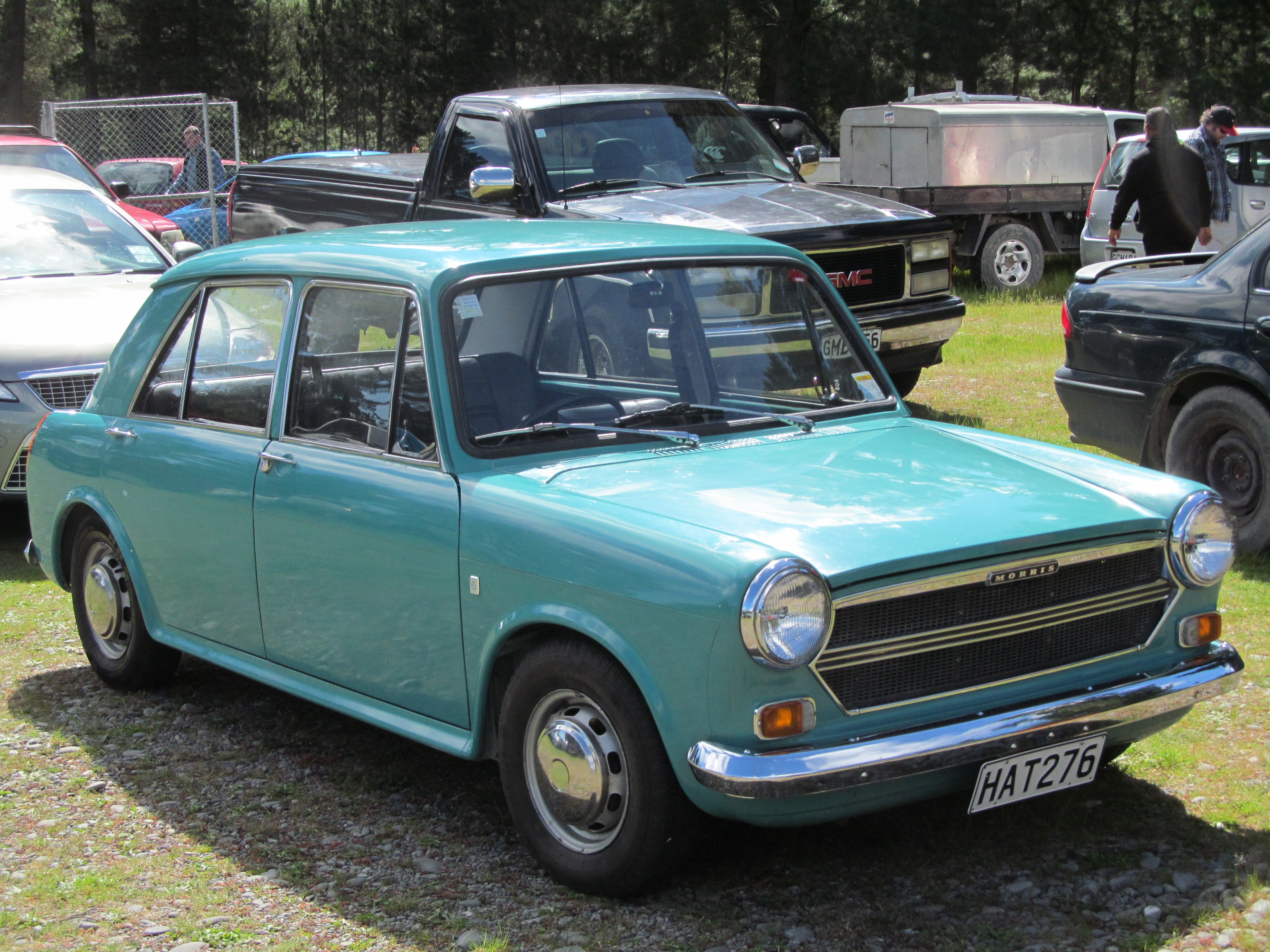
Morris 1100 Mk.III sedã de 4 portas

### Motor
- 1971–1974: 1098 cc Série A I4
- 1971–1974: 1275 cc Série A I4

## Galeria

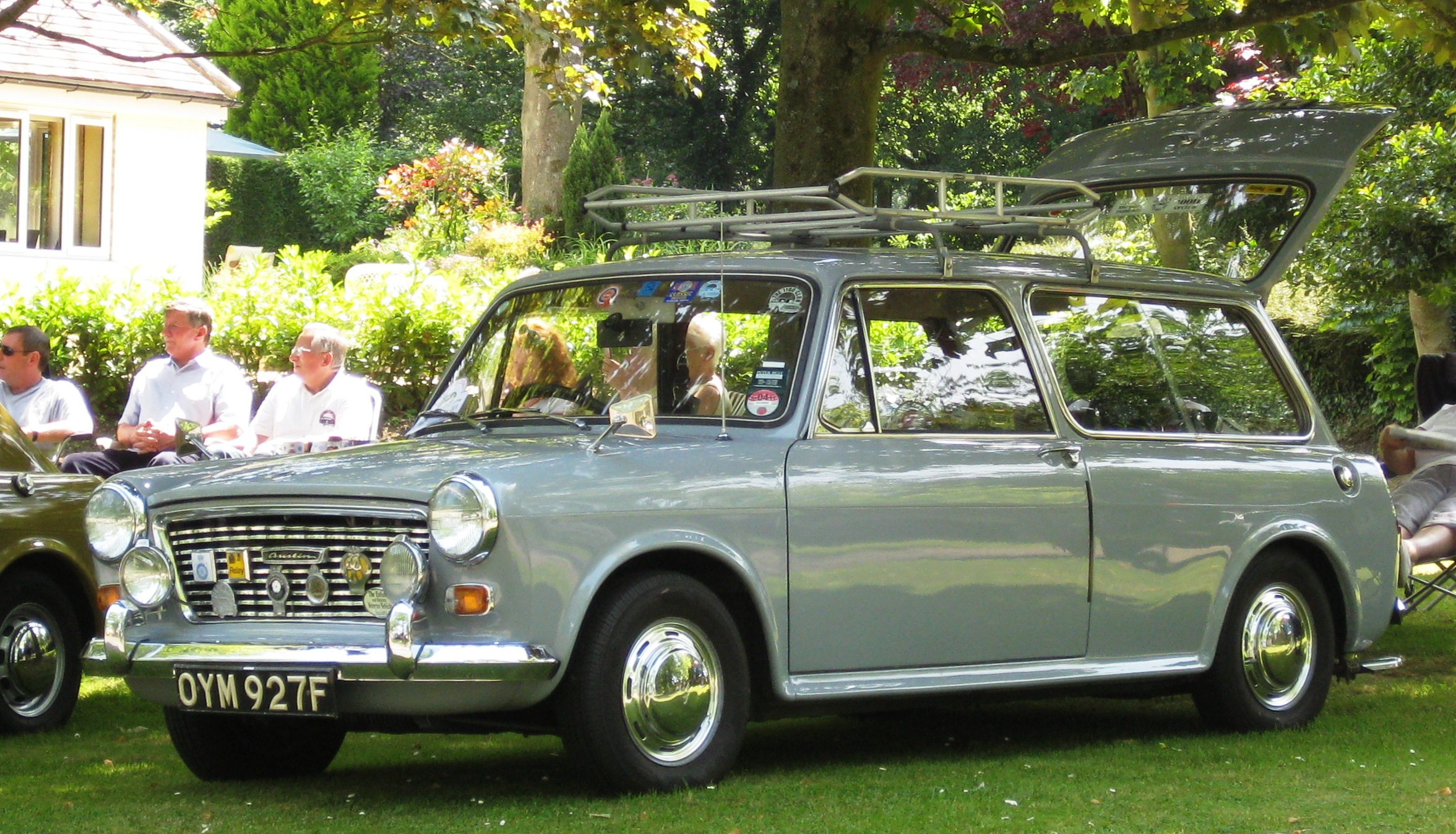
Austin 1100 Mk.I Countryman (perua de 3 portas) 1967. Um 1100 Countryman vermelho foi imortalizado no episódio "Gourmet Night" de Fawlty Towers
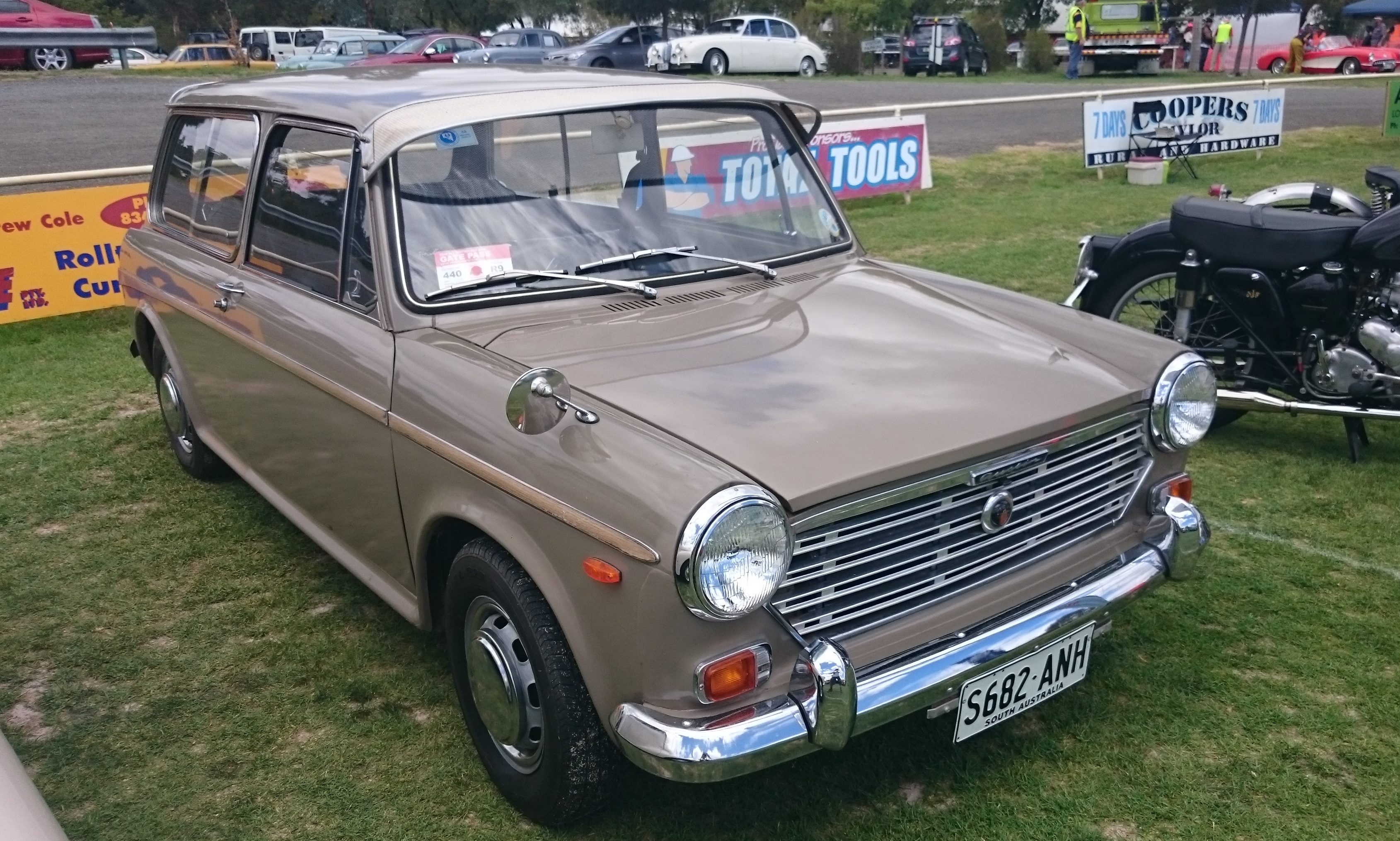
Austin 1300 Countryman 1970 perua de 3 portas
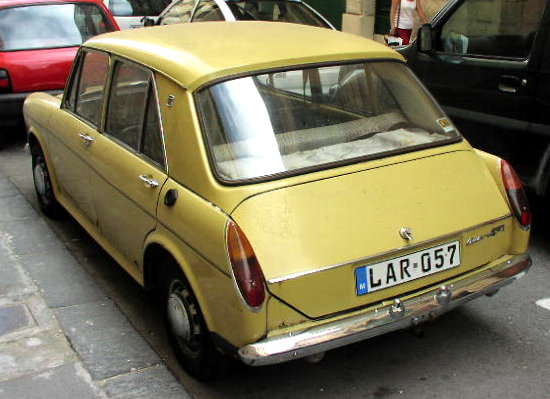
Vista traseira de um sedã de 4 portas Austin 1100 Mk.III montado em Malta
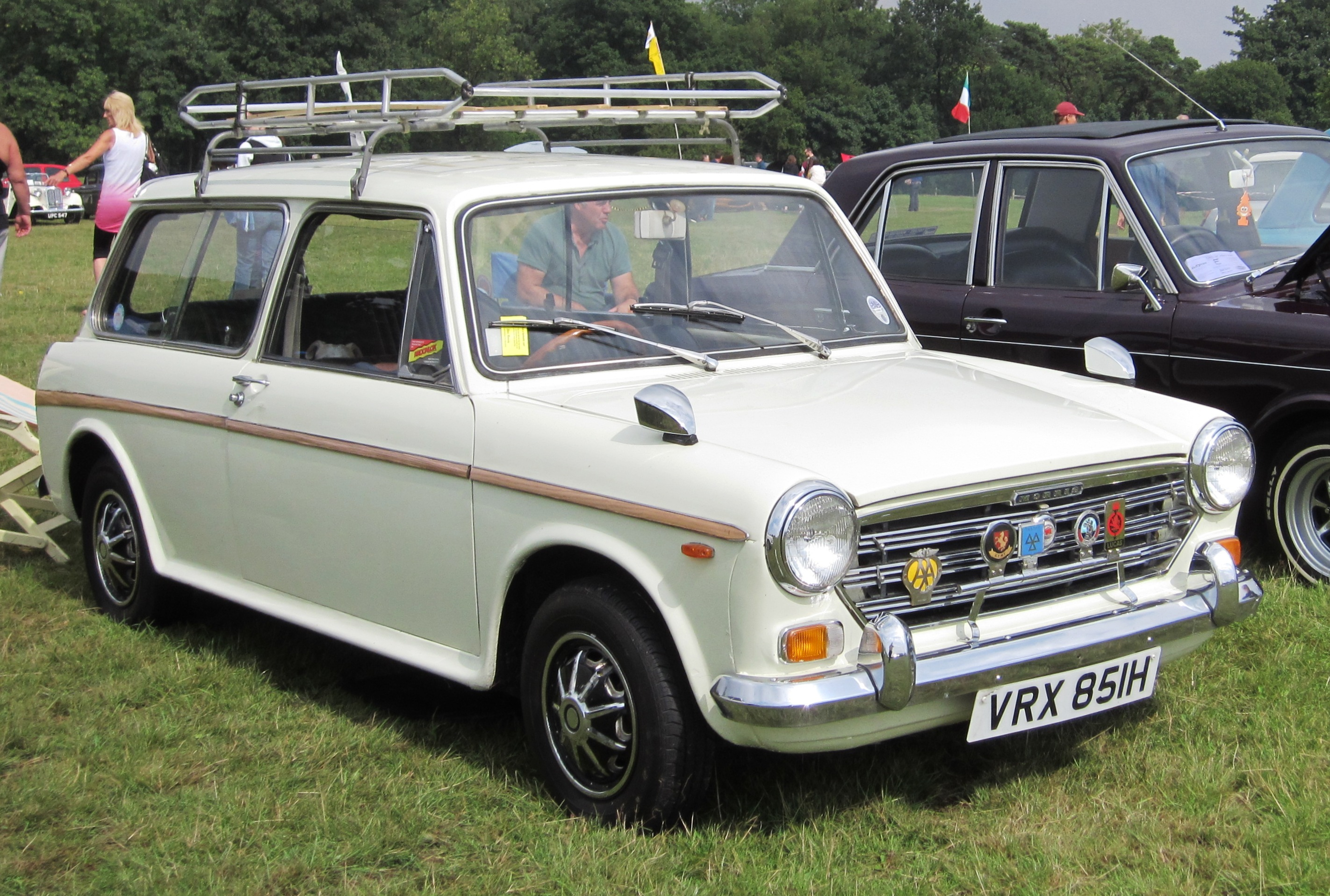
Morris 1300 Mk.II Traveller (perua de 3 portas) 1969

## Legado
Em fevereiro de 2016, de acordo com dados da DVLA, havia 640 exemplares que eram taxados e estavam nas estradas do Reino Unido.
Durante o Comitê Worboys na década de 1960, quando o sistema de sinalização rodoviária britânico estava sendo redesenhado, a silhueta do ADO16 (já que era o carro mais vendido do Reino Unido na época) foi usada em muitos dos novos designs de sinalização rodoviária que ainda estão em uso.

## ADO16 no exterior

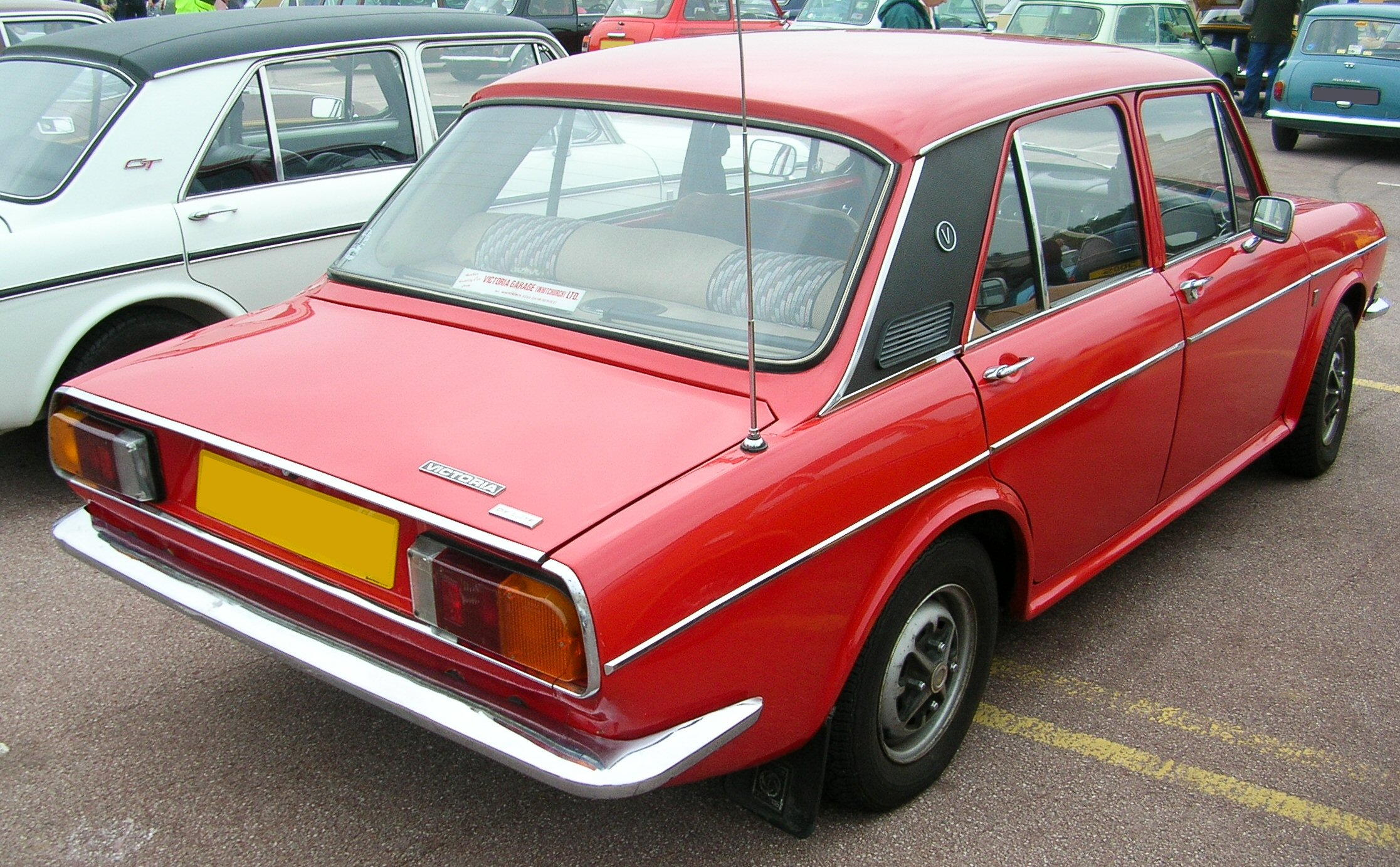
O Austin Victoria era um ADO16 montado em Pamplona, introduzido em 1972 com uma frente remodelada e um compartimento de bagagem traseiro alongado.

O carro foi vendido com vários nomes em diferentes mercados.
Na Espanha, foi vendido como Morris, Austin e MG, iniciando a produção na fábrica de Pamplona Authi (Automóviles de Turismo Hispano Ingleses) em 1966 e evoluindo em 1972 para o Austin Victoria.
Na Dinamarca, o ADO16 teve o nome Morris Marina de 1962 a 1972 - o mesmo nome da linha de sedãs mais conhecida e produzida pelos britânicos, produzida na linha British Leyland de 1971 a 1980. Os modelos MG foram vendidos como MG Sports Sedan lá, como foi na América do Norte a partir de 1962, e estavam disponíveis com uma carroceria de duas portas que não estava disponível no Reino Unido até 1968. O Vanden Plas Princess foi brevemente o MG Princess 1100 na América do Norte, enquanto esse mercado também viu um Austin 1100 incomum de duas portas (com um híbrido de componentes Mark I e Mark II). O ADO16 não foi vendido fortemente nos mercados da América do Norte - particularmente nos EUA, onde foi de longe um dos menores carros à venda. Na Holanda, a versão Austin foi vendida como Austin Glider.
O Austin America foi vendido nos EUA, Canadá e Suíça entre 1968 e 1972. Esta versão de duas portas do carro apresentava um motor de 60 cv de 1275 cc. Várias modificações foram feitas para se adequar ao mercado dos EUA, incluindo um "sistema de injeção de ar antipoluição", um sistema de freios de circuito dividido, interruptores de balancim no lugar de alguns dos botões montados no painel, um "sistema de alerta de perigo" e travas de porta niveladas.
O ADO16 também formou a base do sedã australiano Morris 1500 (codificado YDO15), do sedã Morris 1300 (YDO15) e do Morris Nomad cinco portas (YDO9), do italiano Innocenti Morris IM3 e os Austin I4 e I5, o mais potente Austin sul-africano, Morris e Wolseley 11/55 e Austin Apache, e do espanhol Austin Victoria e do Austin de Luxe de 1974 a 1977, que tinham um motor de 998 cc.
O Austin Apache foi produzido até 1977, o último da linha ADO16, encerrando uma produção de 15 anos.

## BMC 1100 Aerodinamica
Em 1967, a Pininfarina revelou no Salão do Automóvel de Turim um carro conceito baseado no BMC ADO17 (BMC 1800, também conhecido como Landcrab), chamado BMC 1800 Aerodinamica. O design elegante antecedeu o Citroen CX em cerca de sete anos. O carro foi avaliado pela BMC, e a Pininfarina desenvolveu um modelo menor baseado no modelo BMC ADO16, mas o design não foi adotado pela então fundida British Leyland. Isso foi depois que a BMC investigou uma versão em formato Mini. A versão 1800 foi, no entanto, usada pelo engenheiro-chefe Harry Webster e era conhecida na divisão Austin Morris como Yellow Peril.